# Marcus Culey
Marcus Culey (Sydney, 15 de novembre de 1993) és un ciclista australià. Professional des del 2017, actualment militant a l'equip St. George Continental.

## Palmarès
- 2017
  - 1r al Tour de Moluques i vencedor d'una etapa
- 2018
  - Vencedor d'una etapa al Tour de l'Ijen
- 2019
  - 1r al Tour de Selangor i vencedor de 4 etapes
  - Vencedor d'una etapa al Tour de Langkawi
  - Vencedor d'una etapa al Tour d'Indonèsia